# トヨタ・RV8J

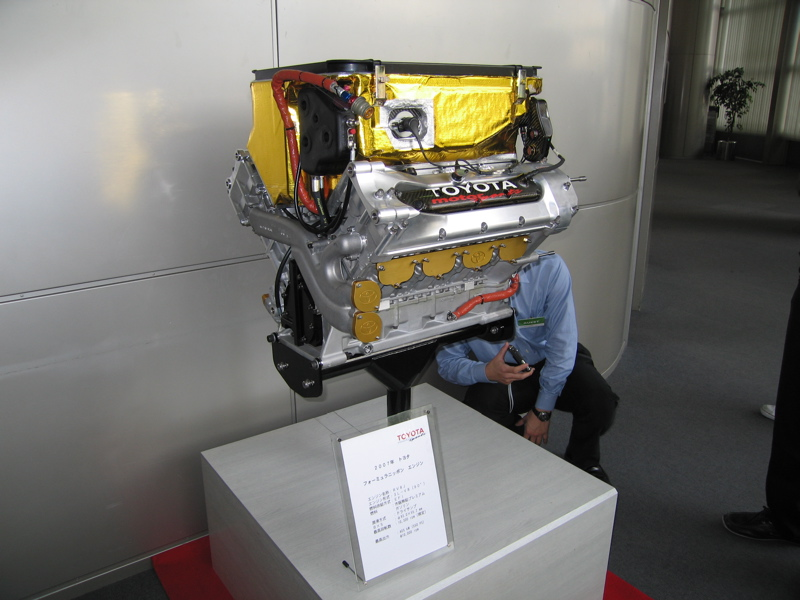
TOYOTA RV8J（2006年仕様）

トヨタ・RV8Jは、トヨタ自動車が2006年に投入したフォーミュラ・ニッポン用のエンジンである。
このエンジンは2008年までフォーミュラ・ニッポンで使用された他、同エンジンの一部仕様を変更し、2008年よりSUPER GTに参戦するレクサス・ISに搭載されている。

## スペック
RV8J（フォーミュラ・ニッポン）
- エンジン形式：水冷V型8気筒DOHC32バルブ
- バンク角：90度
- 総排気量：2,998cc
- 内径×行程：93.0mm×55.16mm
- 最高回転数：10,300rpm
- 最大出力：550PS以上
- 最大トルク：-
- 圧縮比： -
- マネージメントシステム：ペクテル製 SQ8
- 重量：127kg

RV8J（GT300）
- エンジン形式：水冷V型8気筒DOHC32バルブ
- バンク角：90度
- 総排気量：2,998cc
- 内径×行程：93.0mm×55.16mm
- リストリクター：φ25.3mm×2
- 最大出力：300PS以上
- 最大トルク：30.6kg·m以上
- 圧縮比： -
- マネージメントシステム：-
- 重量：127kg